# O, mia bela Madunina
O, mia bela Madunina (italiană: Oh, mia bella Madonnina) este un cântec în dialectul milanez, compus de Giovanni D'Anzi și Alfredo Bracchi în anul 1935. 
Cântecul tratează rivalitatea dintre Sudul și Nordul Italiei. Astăzi, cântecul a ajuns un imn neoficial al orașului Milano.

## Versuri
A disen la canzon la nass a Napoli
E certament gh'a minga tütt'i tòrt.
Surriento, Margellina tütt'i popoli
I avran cantà almen on milion de vòlt
Mi speri che s'offendarà nissün,
Se parlom un cicin anca de nün.
O, mia bela Madunina
Che te brillet de luntan
Tütta d'ora e piscinina
Ti te dòminet Milan
Sòt'a ti se viv la vita
Se sta mai cui man in man
Canten tücc luntan de Napoli se mör
Ma pö vegnen chi Milan
Adess ch'è la canzon de Roma magica
De Nina er Cupolone, er Rügantin
Se sbaten in del Tever "Roma Tragica"
Esageren me par on cicinin
Sperem che vegna minga la mania
De metes a cantà "Malano mia!"
O, mia bela Madunina
Che te brillet de luntan
Tütta d'ora e piscinina
Ti te dòminet Milan
Si vegnì senza paüra
Nün ve slongarem la man
Tütt el mund a l'è paese e sem d'accord
Ma Milan, l'è on gran Milan

## Traducere
Se zice că cântecul s-a născut la Napoli
Și desigur că nu are greșeli.
Sorrento,  Margellina, toate popoarele
Au cântat de un milion de ori.
Eu sper că nu se va supăra nimeni,
Dacă vorbim un pic și despre noi.
O, frumoasa mea Madonnina*
Care strălucești de departe
Toată de aur și micuță
Tu domini Milanul
Sub tine se trăiește viața
Nu se stă niciodată cu mâinile-n sân
Cântă toți departe de Napoli se moare
Dar apoi vin aici la Milano
Acum e cântecul Romei magice
Al Ninei, Cupolone** și Rogantinului
Își aruncă în Tibru Roma tragică (cântecul)
Mi se pare că exagerează un pic
Să sperăm că n-o să se apuce
Să cânte ,,Malano mia!’’ ***
O, frumoasa mea Madonnina*
Care strălucești de departe
Toată de aur și micuță
Tu domini Milanul
Dacă veiți fără frică
Noi vă vom da mâna
Lumea întreagă e doar o țară și suntem de acord
Dar Milano e un mare Milano
- Madonna este sculptura Fecioarei Maria din vârful Domul din Milano. Madonnina = diminutiv

- - Cupolone=poreclă a basilicii San Pietro din Roma

- -     - Milano-ul meu, în dialectul napoletan